# Koncert Live Earth w Sydney
Australijski koncert serii Live Earth odbył się 7 lipca 2007 roku na stadionie Sydney Football Stadium, gdzie zebrało się 45.000 osób, w Sydney. Ze względu na różnicę czasu koncert ten był pierwszym, który zapoczątkował serię występów na całym świecie.

## Występy
Występy przedstawione w oryginalnej kolejności.
- Indigenous Australians (otwierający koncert)
- Blue King Brown - "Resist", "Don't Let Go", "Water", "Stand Up" i "Come and Check Your Head"
- Angela Bishop (prezenterka)
- Toni Collette & the Finish - "This Moment is Golden", "Johnny's Lips", "Cowboy Games", "Tender Hooks", "Look Up" i "Children of the Revolution"
- Tim Ross (prezenter)
- Sneaky Sound System - "Thin Disguise", "Pictures", "Hip Hip Hooray", "I Love It", "Goodbye" i "UFO"
- Adam Spencer (prezenter)
- Ghostwriters - "Wreckery Road", "Start the Day", "World is Almost at Peace", "Ready Steady Go", "When the Generals Talk" i "Second Skin"
- Jimmy Barnes (prezenter)
- Paul Kelly - "God Told Me To", "Before Too Long", "Deeper Water", "How to Make Gravy" i "From Little Things Big Things Grow" (& Kev Carmody, Missy Higgins i John Butler)
- Hamish & Andy (prezenterzy)
- Eskimo Joe - "From the Sea", "Older Than You", "Comfort You", "New York", "London Bombs", "Breaking Up", "How Does It Feel", "Sarah" i "Black Fingernails" i Red Wine"
- Richard Wilkins (prezenter)
- Missy Higgins - "Secret", "This Is How It Goes", "Where I Stood", "Warm Whispers" i "The Special Two", "Peachy", "Scar" i "Steer"
- Ian Thorpe (prezenter)
- The John Butler Trio - "Zebra", "Better Than", "Good Excuse", "Treat Yo Mama" i "Funky Tonight"
- James Mathison (prezenter)
- Wolfmother - "Dimension", "Apple Tree", "White Unicorn", "Woman", "Pleased to Meet You" i "Joker and the Thief"
- Michael Chugg (prezenter)
- Jack Johnson - "Times Like These", "Horizon Has Been Defeated", "Good People", "Gone", "Traffic in the Sky", "Staple it Together", "Spring Wind/Fall Line", "Mudfootball (for Moe Lerner)" i "Inaudible Melodies"
- Peter Garrett (prezenter)
- Crowded House - "Locked Out", "World Where You Live", "Silent House", "Fall at Your Feet", "Four Seasons In One Day", "Don't Stop Now", "Distant Sun", "Don't Dream It's Over", "Something So Strong", "Weather With You" (z większością artystów występujących podczas tego koncertu) i "Better Be Home Soon"

## Odbiór

### Telewizja
W Australii koncert na żywo transmitowały dwie telewizje: Channel V i MAX.
W Polsce transmisja na żywo trwała niemal bez przerwy w TVP Kultura.

### Internet
Portal MSN był w całości odpowiedzialny za przekaz online koncertu.

## Ciekawostki
- W trakcie wykonywania przez Crowded House piosenki "Something So Strong" zgasły wszystkie światła. Zespół nie przestał jednak grać utworu ze względu na to, iż system wzmacniaczy działał nadal. Sytuacja zaskoczyła nie tylko samą grupę i fanów, ale również organizatorów, ponieważ nie mieli w planach takiego obrotu sytuacji.[1]
- Bilety na koncert zostały wydrukowane na wcześniej wykorzystanym, ponownie wprowadzonym do obiegu papierze. Wejściówki zapewniały także darmowy transport publiczny z dowolnego miejsca w NSW na miejsce koncertu.[2]